# Kapillarzahl
Die Kapillarzahl (Formelzeichen: {\displaystyle {\mathit {Ca}}}) ist eine dimensionslose Kennzahl mit der Einheit Eins, sie gibt das Verhältnis von Viskositätskräften zu Oberflächenspannungen an den Phasengrenzen (Grenzflächen) von Flüssigkeiten und Gas oder unmischbaren Flüssigkeiten wieder.
Die Kapillarzahl ist definiert als:
{\displaystyle {\mathit {Ca}}={\frac {\eta \,V}{\sigma }}={\frac {\nu \,\rho \,V}{\sigma }}}
wobei:
- {\displaystyle \eta }: dynamische Viskosität der Flüssigkeit (in SI-Einheiten: Pa·s)
- {\displaystyle \nu }: kinematische Viskosität der Flüssigkeit (in SI-Einheiten: m2s−1)
- {\displaystyle V}: charakteristische Geschwindigkeit (in SI-Einheiten: m/s)
- {\displaystyle \sigma }: Oberflächenspannung (in SI-Einheiten: N/m)

Alternativ kann die Kapillarzahl als das Verhältnis von Weber-Zahl ({\displaystyle {\mathit {We}}}) zur Reynolds-Zahl ({\displaystyle {\mathit {Re}}}) berechnet werden:
{\displaystyle {\mathit {Ca}}={\frac {\mathit {We}}{\mathit {Re}}}}
Die Kapillarzahl kann auch als das Verhältnis der Geschwindigkeit zur charakteristischen Relaxationsgeschwindigkeit einer Flüssigkeit {\displaystyle v_{\text{char}}={\frac {\sigma }{\eta }}} aufgefasst werden.
{\displaystyle {\mathit {Ca}}={\frac {V}{v_{\text{char}}}}}
Die Relaxation ist dabei das durch die Oberflächenspannung induzierte Bestreben, eine möglichst kleine Oberfläche anzunehmen. Dieses Bestreben wird durch die Viskosität gehemmt. Ist die Kapillarzahl viel kleiner als eins, so ist die Relaxationsgeschwindigkeit höher als die extern auf z. B. einen Tropfen aufgebrachte Geschwindigkeit und dieser nimmt in jedem Moment eine statisch ideale Form kleinster Oberfläche an. Ist die Kapillargeschwindigkeit viel größer als eins, so kann die Relaxation des Tropfens der externen Geschwindigkeit nicht mehr folgen und der Tropfen bleibt deformiert ohne eine Form kleinster Oberfläche annehmen zu können.